# Holwell (Oxfordshire)
Holwell – wieś w Anglii, w hrabstwie Oxfordshire, w dystrykcie West Oxfordshire. Leży 29 km na zachód od Oksfordu i 111 km na zachód od Londynu. W 2001 miejscowość liczyła 17 mieszkańców.